# Catephia scotosa
Catephia scotosa är en fjärilsart som beskrevs av Holland. Catephia scotosa ingår i släktet Catephia och familjen nattflyn. Inga underarter finns listade i Catalogue of Life.